# Camera di commercio di Verona
La camera di commercio di Verona è un edificio situato lungo corso Porta Nuova a Verona, a pochi metri dall'omonima porta. È stato realizzato nella seconda metà degli anni sessanta su progetto dall'architetto Libero Cecchini.

## Storia e descrizione
I lavori di realizzazione di un edificio residenziale progettato dall'architetto Cecchini iniziarono nel 1965, tuttavia nel 1967 il fabbricato, completato al grezzo, venne acquistato dalla camera di commercio di Verona che affidò all'architetto veronese il compito di apportare le modifiche per il cambio di destinazione d'uso del fabbricato.
La commessa prevedeva, in particolare, la realizzazione di una sala conferenze e di una grande sala per la Borsa Merci. Queste modifiche erano però in conflitto con il sistema strutturale già impostato: il problema venne risolto addossando alla struttura in cemento armato una struttura metallica e scavando due piani interrati nel cortile per inserire la sala conferenze (la Borsa Merci trovò invece collocazione in due piani fuori terra).
Altra sfida fu quella che vedeva il confronto tra questa architettura e il contesto storico-artistico circostante, visto l'affaccio dell'edificio lungo il Corso d'accesso al centro storico e, a breve distanza, la presenza della severa e monumentale Porta sanmicheliana. Libero Cecchini elaborò diversi progetti, ma alla fine venne scelto quello più semplice e monolitico, che può anche ergersi a simbolo di Verona come sede della grande industria del marmo, in quanto tale materiale venne adoperato in pannelli prefabbricati di 3x3 metri per rivestire l'intera facciata.